# Разрытые могилы
«Разрытые могилы» (англ. Open Graves) — испано-американский фильм ужасов 2009 года режиссёра Альваро де Арминьяна.

## Сюжет
Компания молодых людей находит игру «мамба», изготовленную из кожи и костей ведьмы, которую звали Мамба Масамба. Кожу с неё снял живьем великий инквизитор Торквемада из испанской инквизиции конца XV столетия. Ящик с игрой обит её кожей, а орнамент нанесён её кровью и слезами. Обладатели игры вскоре становились одержимыми, алчными, несчастными, потому что их сердца обуревало желание только лишь выиграть, но те кто играл зачастую только проигрывали и встречались лицом к лицу с загадочными наказаниями неизвестного происхождения, которые им предрекли карточные стихи. Игра была любопытным объектом для всего европейского сообщества до тех пор пока французский корабль, на котором её перевозили не был атакован пиратами в Гибралтарском проливе в 1808 году.

## В ролях
- Майк Фогель — Джейсон
- Элайза Душку — Эрика
- Итан Райнс — Томас
- Найке Ривелли — Хелена
- Линдсей Каролайн Робба — Лиса
- Гари Пикер — детектив Исар
- Алекс О’Догерти — Малек
- Борис Мартинес — Пабло
- Андер Пардо — Мигель

## Съёмочная группа
- Режиссёр: Альваро де Арминьян (Álvaro de Armiñán)
- Сценарий: Родерик Тэйлор (Roderick Taylor), Брюс Тэйлор (Bruce Taylor)
- Продюсеры: Хуан Карлос Ориуэла (Juan Carlos Orihuela), Антонио Куадри (Antonio Cuadri), Уильям Дитрих (William Dietrich)
- Оператор: Йосу Инчаустеги (Yosu Intxaustegui)
- Композитор: Фернандо Орти Сальвадор (Fernando Ortí Salvador)
- Подбор актёров: Ричард Пагано (Richard Pagano)
- Монтаж: Мерседес Кантеро (Mercedes Cantero)
- Художник-постановщик: Колдо Джонс (Koldo Jones)
- Художник по костюмам: Мария Мачадо (Maria Machado)

## Производство
«Alchemedia Films», «Manufacturas Audiovisuales», «Open Pictures»